# Трновец (Речица об Савињи)
Трновец (словен. Trnovec) је насељено место у општини Речица об Савињи, Савињска регија, Словенија.

## Историја
До територијалне реорганизације у Словенији био је у саставу старе општине Мозирје.

## Становништво
У попису становништва из 2011. године, Трновец је имао 114 становника.
| Број становника према пописима | Број становника према пописима | Број становника према пописима |
| ------------------------------ | ------------------------------ | ------------------------------ |
| 1991                           | 2002                           | 2011                           |
| 93                             | 102                            | 114                            |